# Węzeł Bachmanna

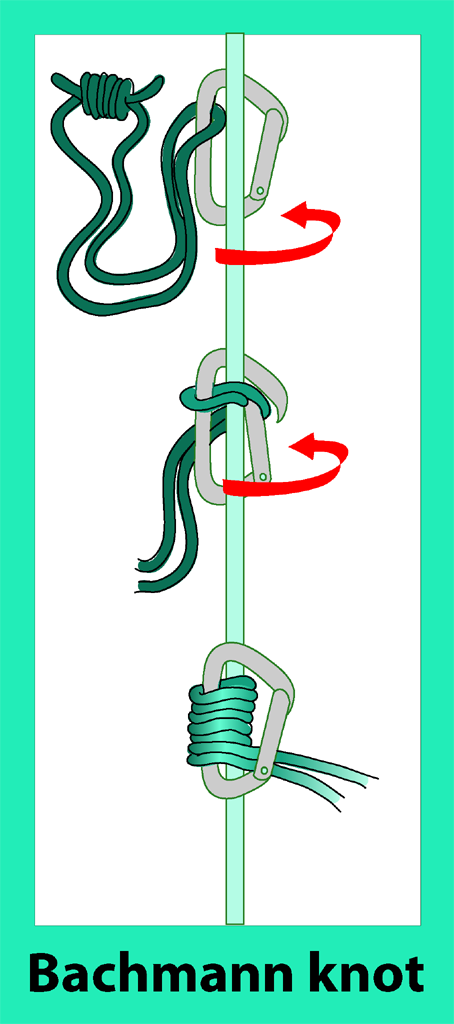
Węzeł Bachmanna

Węzeł Bachmanna – jeden z węzłów stosowanych we wspinaczce. Węzeł stosowany podobnie jak prusik – czyli m.in. do autoasekuracji podczas zjazdu na linie.

## Zalety
- jest łatwy do przesuwania – nawet po obciążeniu

## Wady
- do zawiązania wymaga karabinka